# Loto Rosso
Loto Rosso (Red Lotus), il cui vero nome è Paul Hark, è un personaggio dei fumetti, creato da Chris Claremont (testi) e Salvador Larroca (disegni) nel 2001, pubblicato dalla Marvel Comics. La sua prima apparizione è in X-Treme X-Men n. 5 (novembre 2001).

## Biografia del personaggio
Alleatosi con gli X-Treme X-Men di Tempesta, Loto Rosso non ne divenne mai membro ufficiale.
La sua prima apparizione risale allo scontro che ebbe a Sydney, in Australia, con Rogue e Gambit, che era accusato dell'omicidio di suo nonno, Padre Gow. Loto Rosso fu assoldato dall'Esaminatore per catturare i due mutanti in modo da prendere il potere della Triade australiana del crimine dopo la morte del Viceré padre di Davis e Heather Cameron. Ravvedutosi aiutò i mutanti nella loro fuga, contro Sebastian Shaw e Lady Mastermind e contro l'invasione extra-dimensionale di Madripoor.
Dopo l'invasione di Madripoor, si unì a Viper nel suo incarico sottocopertura all'interno del Club infernale per punire un giro di schiavisti. Lì venne ucciso da Selene e poi resuscitato da Marvel Girl. La sua ultima apparizione lo vede a fianco di Courtney Ross, Viper, Sunspot e Sage all'interno del loro nuovo Club infernale.

### House of M
Dopo gli eventi di House of M, rimane sconosciuto sia il suo status sia se abbia mantenuto o meno i propri poteri.

## Poteri e abilità
I poteri di Loto Rosso consistono in forza, velocità, riflessi, agilità, destrezza e resistenza superumane.

## Altri media

### Cinema
Il personaggio di Ariki in X-Men: Dark Phoenix è basato su Loto Rosso.

#### Animazione
Loto Rosso compare in LEGO Marvel Avengers: Code Red.